# Tekla (kejsarinna)
Tekla, född okänt år, död 823, var en bysantinsk kejsarinna, gift med kejsar Mikael II.
Hon var dotter till en militär under vilken hennes man hade tjänstgjort före sin tronbestigning, möjligen generalen och rebelledaren Bardanes Tourkos. Hennes tid som kejsarinna ska ha varit omärklig.